# Schlafdeich

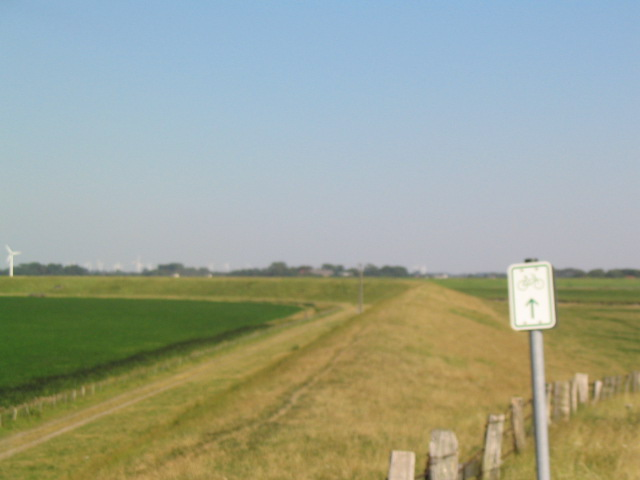
Schlafdeich an der Gemeindegrenze zwischen Westerdeichstrich und Hedwigenkoog, Dithmarschen (Foto aufgenommen mit dem Rücken zur aktuellen Küstenlinie)

Ein Schlafdeich ist ein Deich, der auf der Landseite (Binnenseite) eines bestehenden neueren Deiches liegt. Da er sich in den meisten Fällen auf dem Binnenland befindet, wird er teilweise auch als Binnendeich bezeichnet.
Der Neubau eines Deiches erfolgt nicht zwangsläufig auf der Trasse des bestehenden alten Deiches. Wenn die Trasse des alten Deiches auf der Landseite des neuen Deiches liegt, wird der „Altdeich“ häufig erhalten. Er bildet dann eine zweite („schlafende“) Deichlinie, die eine zusätzliche Sicherheit bei extremem Hochwasser bietet, den Schlafdeich.
Häufig geschieht dies, wenn durch Landgewinnung ein neuer Koog entsteht. Die Außengrenze des Kooges ist der neue Deich, der ältere Deich liegt nun zwischen zwei Landstücken.